# داگتاون، شهرستان ماریپوزا، کالیفرنیا
داگتاون (به انگلیسی: Dogtown) یک منطقهٔ مسکونی در ایالات متحده آمریکا است که در شهرستان ماریپوزا، کالیفرنیا واقع شده‌است. داگتاون ۷۸۷ متر بالاتر از سطح دریا واقع شده‌است.